# Jiřina Bohdalová
Jiřina Bohdalová est une actrice tchèque née à Prague le 3 mai 1931.

## Biographie
Âgée de 6 ans, elle tourna dans son premier film, Pižla a Žižla hledají práci de Ladislav Horský, puis à l'âge de 9 ans on la vit dans Madla zpívá Evropě de Václav Binovec (cs); mais elle devint institutrice, ne revenant au cinéma que dans les années 1950, en intégrant la Faculté de théâtre de l'Académie tchèque des arts de la scène. Elle se produisit ensuite au Divadlo ABC (cs) avec Jan Werich, puis en 1967 au théâtre de Vinohrady. En 1956 elle reprit le cinéma, entamant une carrière diversifiée, des comédies musicales au doublage.
Sur le tournage du film Svědkyně en 1990, elle fait connaîssance du réalisateur Zdeněk Zelenka qui la fera participer dans plusieurs de ses films, notamment dans son cycle policier Oh, ces meurtres ! (Ach, ty vraždy!), où elle endosse le rôle d'une retraitée aidant à l'enquête ou encore à la version télévisée de la pièce La Visite de la vieille dame d'après Friedrich Dürrenmatt.
Elle est la mère de l'actrice Simona Stašová (en) née en 1955 avec le sismologue Břetislav Staš, et était proche de l'actrice Jiřina Jirásková (en).

## Controverse
Alors que son père était un prisonnier politique, elle avait été accusée d'être une informatrice de la  Sécurité d'État, notamment en espionnant Jan Werich, ce qu'elle contesta toujours, arrivant finalement à faire retirer son nom d'une liste d'informateurs officiels,,.

## Présence à des festivals
- 2011 : Festival international du film de Karlovy Vary, pour la projection de L'Oreille
- 2016 : Festival international du film de Karlovy Vary, prix du Président du festival[11]
- 2019 : Febiofest (en)[12]

## Distinctions
- Deux Lions tchèques
- Médaille Artis Bohemiae Amicis
- Prix Thalia (elle a d'ailleurs regretté que le premier prix Thalia qu'elle reçoive soit pour l'ensemble de sa carrière car cela signifiait qu'elle ne pourrait pas en avoir d'autre[13])

## Filmographie
cinéma
- 1940 : Madla zpívá Evropě de Václav Binovec : Jirinka
- 1956 : Dědeček automobil de Alfréd Radok : jeune femme
- 1957 : Škola otců de Ladislav Helge : jeune femme
- 1957 : Florenc 13,30 de Josef Mach : Valerie Jírů
- 1959 : O medvědu Ondřejovi de Jaroslav Mach : Anežka
- 1962 : Anička jde do školy de Milan Vošmik : enseignante Milada Reháková
- 1963 : Král Králů de Martin Frič : Lenka
- 1963 : Un jour un chat (Až přijde kocour) de Vojtěch Jasný : professeur Julie
- 1963 : Hvězda zvaná Pelyněk de Martin Frič : Tonka
- 1965 : Bílá paní de Zdeněk Podskalský : Andula
- 1966 : Dáma na kolejích de Ladislav Rychman : Marie Kučerová
- 1967 : Ta naše písnička česká de Zdeněk Podskalský : Veronika
- 1967 : Přísně tajné premiéry de Martin Frič : Lida
- 1968 : Les Contes de la mousse et de la fougeraie
- 1969 : Světáci de Zdeněk Podskalský : Božka
- 1970 : Vražda ing. Čerta de Ester Krumbachová : Ona
- 1970 : L'Oreille, présenté de nouveau au Festival de Cannes 1990
- 1970 : Pěnička a Paraplíčko de Jiří Sequens : Anča
- 1970 : Čtyři vraždy stačí, drahoušku de Oldřich Lipský : Sabrina
- 1984 : Rumburak de Václav Vorlíček : tante Evženie
- 1984 : Šéfe, jdeme na to! de Hynek Bočan : Barbara
- 1987 : Smích se lepí na paty de Hynek Bočan : Helena
- 1992 : Kačenka a strašidla de Jindřich Polák : Berta
- 1993 : Kačenka a zase ta strašidla de Jindřich Polák : Berta
- 1993 : Nesmrtelná teta de Zdeněk Zelenka : Závist
- 1994 : O zvířatech a lidech de Jiří Melíšek : Hoková
- 1995 : Fany de Jiří Hubač : Fany
- 1998 : Jezerní královna de Václav Vorlíček : Vodnice
- 2000 : Rebelové de Filip Renč : enseignante
- 2011 : Saxána a Lexikon kouzel de Václav Vorlíček : Irma
- 2011 : La Famille de Nicky de Matej Mináč (documentaire)
- 2012 : Vrásky z láskyl de Jiří Strach : Jana
- 2012 : Vánoční příběh de Irena Pavlásková : Věra Skálová

télévision
- 2010 : Les Enquêtes de Kveta (Ach, ty vraždy!), série policière de Zdeněk Zelenka : Kveta Kalendová[14]